# Leonard Sowiński

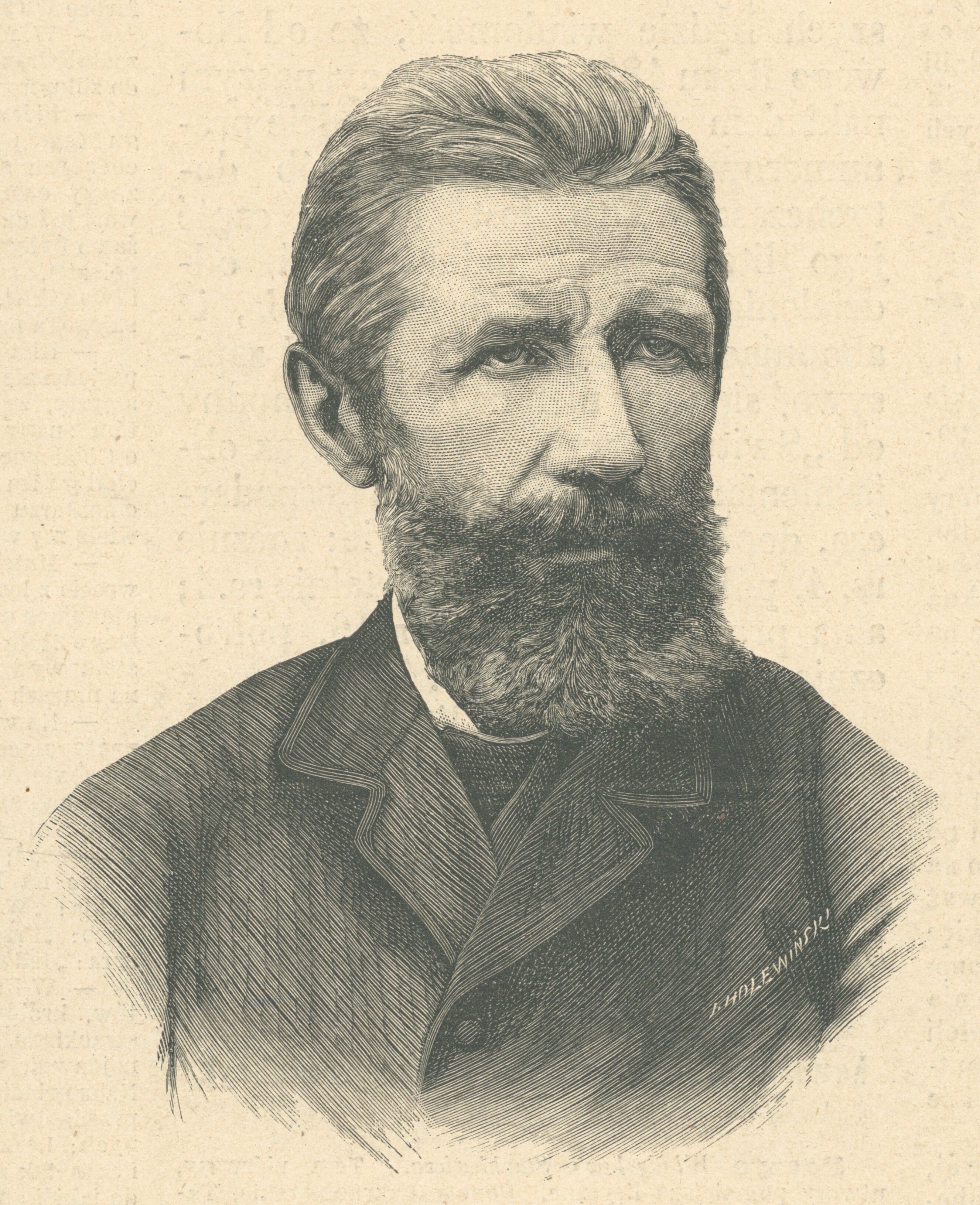
Leonard Sowiński

Leonard Sowiński (* 7. Februar 1831 in Beresiwka, Podolien; † 23. Dezember 1887 auf dem Gut Statkowce in Wolhynien) war polnischer Dichter und Literaturhistoriker.

## Leben
Sowiński war der Sohn eines Adligen, seine Mutter war eine einfache Bäerin. Er war ein leidenschaftlicher Anhänger der Demokratie und beschäftigte sich mit ukrainischer Literatur und übersetzte unter anderem Texte von Taras Schewtschenko. Sein Studium absolvierte er in Kiew. Auf einer Studienreise nach Italien traf er Zygmunt Krasiński unter dessen Einfluss er geriet. Er orientierte sich jedoch auch an dem englischen Dichter George Gordon Byron. Als Unterstützer des Januaraufstands in der Ukraine wurde er bis 1868 nach Sibirien verbannt. Seine Erlebnisse und Erfahrungen während der Zeit des Aufstandes verwendete er in seinen Werken. Anschließend ließ er sich in Warschau nieder, wo er zuletzt in Armut lebte. In seinen lyrischen Gedichten zeigte Sowiński schwungvolle Fantasie, während sein Trauerspiel Na Ukrainie nur wenig Anklang fand. Sowińskis Hauptwerk ist die in fünf Bänden herausgegebene Geschichte der polnischen Literatur.

## Schriften (Auswahl)
- Na Ukrainie. Wien 1873.
- Geschichte der polnischen Litteratur. 5 Bände, Wilna 1874–1878 (die ersten Bände unter Verwendung von Vorträgen von Professor Zdanowicz).
- Lyrische Gedichte. 2 Bände, Posen 1878.